# Cydzikowszczyzna-Sawejki
Cydzikowszczyzna–Sawejki – dawny folwark położony w miejscu leżącym obecnie na Białorusi, w obwodzie grodzieńskim.
W czasach zaborów w granicach Imperium Rosyjskiego, w guberni grodzieńskiej, w powiecie grodzieńskim.
W latach 1921–1939 folwark leżał w Polsce, w województwie białostockim, w powiecie grodzieńskim a od 1929 w województwie nowogródzkim, w powiecie szczuczyńskim, w gminie Kamionka.
Według Powszechnego Spisu Ludności z 1921 roku wieś zamieszkiwało 12 osób, 9 było wyznania rzymskokatolickiego, 1 prawosławnego a 2 ewangelickiego, wszyscy mieszkańcy deklarowali polską przynależność narodową. Było tu 3 budynki mieszkalne.
Miejscowość należała do parafii rzymskokatolickiej w Kamionce i prawosławnej w m. Jatwiesk. Podlegała pod Sąd Grodzki w Szczuczynie i Okręgowy w Wilnie; właściwy urząd pocztowy mieścił się w Kamionce.
W wyniku napaści ZSRR na Polskę we wrześniu 1939 miejscowość znalazła się pod okupacją sowiecką. 2 listopada została włączona do Białoruskiej SRR. 4 grudnia 1939 włączona do nowo utworzonego obwodu białostockiego. Od czerwca 1941 roku pod okupacją niemiecką. 22 lipca 1941 r. włączona w skład okręgu białostockiego III Rzeszy. W 1944 miejscowość została ponownie zajęta przez wojska sowieckie i włączona do obwodu grodzieńskiego Białoruskiej SRR.
Od 1991 r. w składzie niepodległej Białorusi.